# Bárbara Micheline do Monte Barbosa
Bárbara Micheline do Monte Barbosa (Recife, 1988. július 4. –) brazil női válogatott labdarúgókapus, jelenleg hazájában a Kindermann együttesének kapusa.

## Pályafutása

### Klubcsapatban
2008. október 11-én a Napoli csapatához igazolt, ahol mindössze pár hónapot töltött. A svéd Sunnanå 2009. január 27-én jelentette be leigazolását. Első szezonjában a 7. helyen végeztek, de a következő évben már nem sikerült együttesének az első osztályban megkapaszkodnia, majd szerződése lejártával visszatért hazájába és a Sport Club de Recife keretéhez csatlakozott.

### Válogatott
A 2008-as pekingi olimpián ezüstérmet szerzett Brazíliával, valamint három világbajnokságon húzhatta magára a címeres mezt, 2011-ben, 2015-ben és 2019-ben is tagja volt a keretnek.

## Sikerei

### Klub
Brazil kupagyőztes (1):
- Kindermann (1):  2015

 Catarinense bajnok (4): 
- Kindermann (4):  2014, 2015, 2017, 2018

### Válogatott
- Olimpiai ezüstérmes (1): 2008
- U20-as világbajnokság bronzérmes (1): 2006
- Copa América győztes (1): 2018
- Pánamerikai Játékok győztes (2): 2007, 2015
- Brazil Nemzetközi Torna aranyérmes (2): 2015,[3] 2016